# Stippelschelp
De stippelschelp (Lepton squamosum) is een tweekleppigensoort uit de familie van de Lasaeidae. De wetenschappelijke naam van de soort werd in 1803 voor het eerst geldig gepubliceerd door George Montagu in oorspronkelijke combinatie Solen squamosus. De soort wordt nu algemeen toegewezen aan het geslacht Lepton.

## Verspreiding
Het verspreidingsgebied van de stippelschelp strekt zich uit van Noorwegen tot Gibraltar en de westelijke Middellandse Zee. Deze soort leeft vaak commensaal bevestigd aan de ventrale zijde van enkele gravende moddergarnalen: Upogebia deltaura en Upogebia stellata, die nestelen in zachte sedimenten van het lage intergetijdengebied tot aan het continentale plat. 
De meeste vindplaatsen zijn in Nederland te vinden op het zuidelijke deel van de Oestergronden, inclusief het Friese Front, met name op die plaatsen waar de bodem zeer rijk is aan slib.